# Lapinlahti (Helsinki)
Lapinlahti (en suédois : Lappviken) est une section du quartier de Länsisatama occupant la partie sud-ouest du centre d'Helsinki, en Finlande. Ruoholahti fait aussi partie du district de Kampinmalmi.

## Description
Lapinlahti a une superficie de 0,41 km2, sa population s'élève à 26 habitants en fin 2018, 
Fin 2017, il offrait 141 emplois.
Lapinlahti est située au nord de Ruoholahti, sur la rive est de Seurasaarenselkä, près de la baie maritime appelée Lapinlahti. 
Au nord, la frontière entre Lapinlahti et Etu-Töölö longe Hietaniemenkatu, et l’île Ourit appartient aussi à Etu-Töölö. 
La frontière orientale de Lapinlahti est Mechelininkatu, la frontière sud est formée par Porkkalankatu et Länsiväylä, donc le terrain de l'immeuble de bureaux au nord de ces intersections est à Ruoholahti.
La plus grande partie de la zone de Lapinlahti est constituée de cimetières et du terrain de l'hôpital de  Lapinlahti. 
Dans la partie nord du quartier se trouve le cimetière de Hietaniemi, ouvert en 1829, où sont enterrées de nombreuses personnalités célèbres du pays. 
Au sud se trouvent le cimetière orthodoxe d'Helsinki (fi), le cimetière juif d'Helsinki, le cimetière de la Garde finlandaise et le cimetière musulman d'Helsinki (fi), .
L'hôpital de Lapinlahti (Lapinlahdentie 2) est le premier hôpital psychiatrique de Finlande. 
Avant cela, il n'y avait que l'hôpital de Seili qui servait également de centre de traitement pour les lépreux. L'hôpital de Lapinlahti a été achevé en 1841, selon les plans de l'architecte Carl Ludvig Engel. La zone est protégée à de nombreux égards par la loi sur la protection des bâtiments. 
Cependant, les activités de la clinique psychiatrique ont été transférées au centre psychiatrique HYKS (fi).

## Galerie

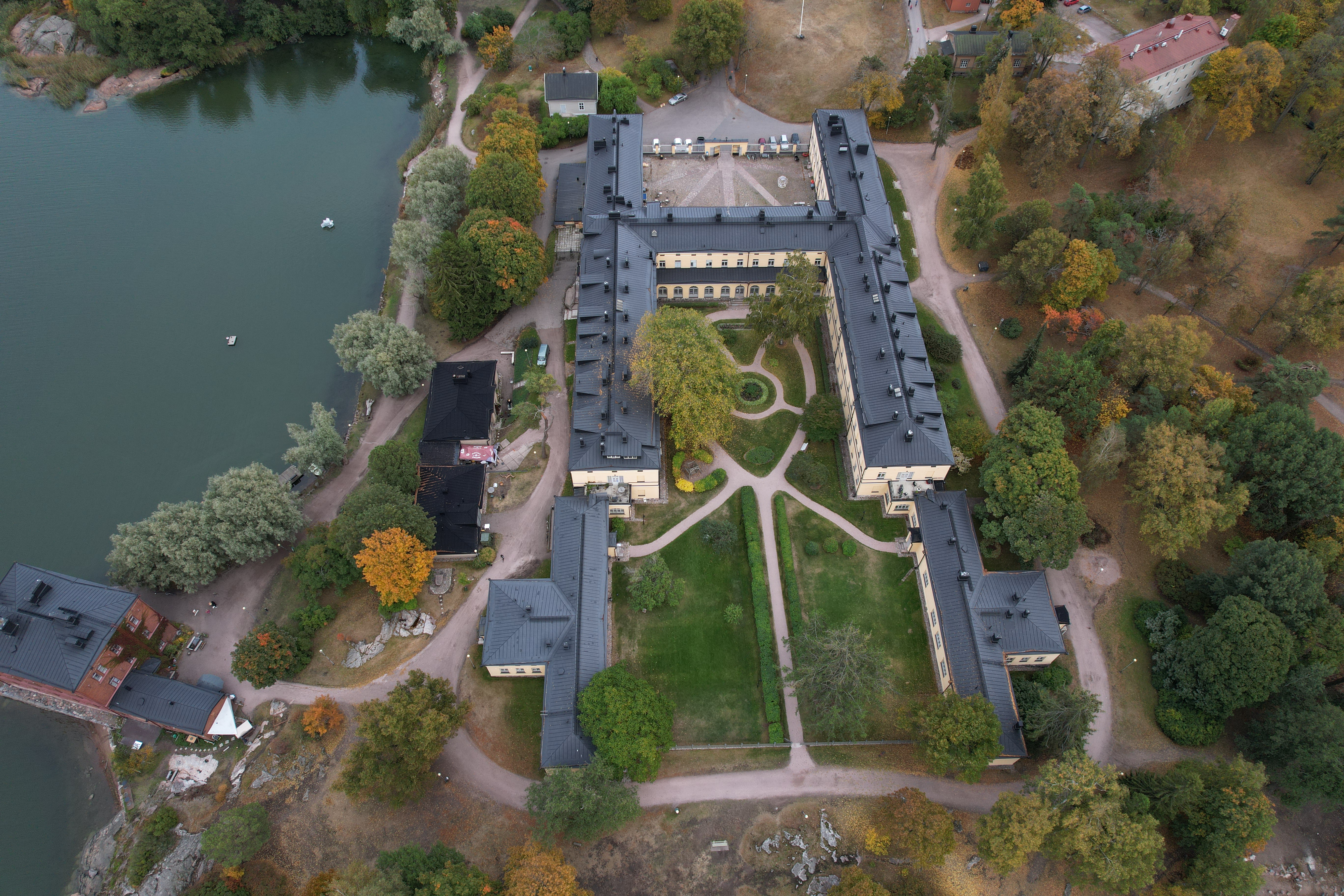
L'hôpital  de Lapinlahti en 2022.
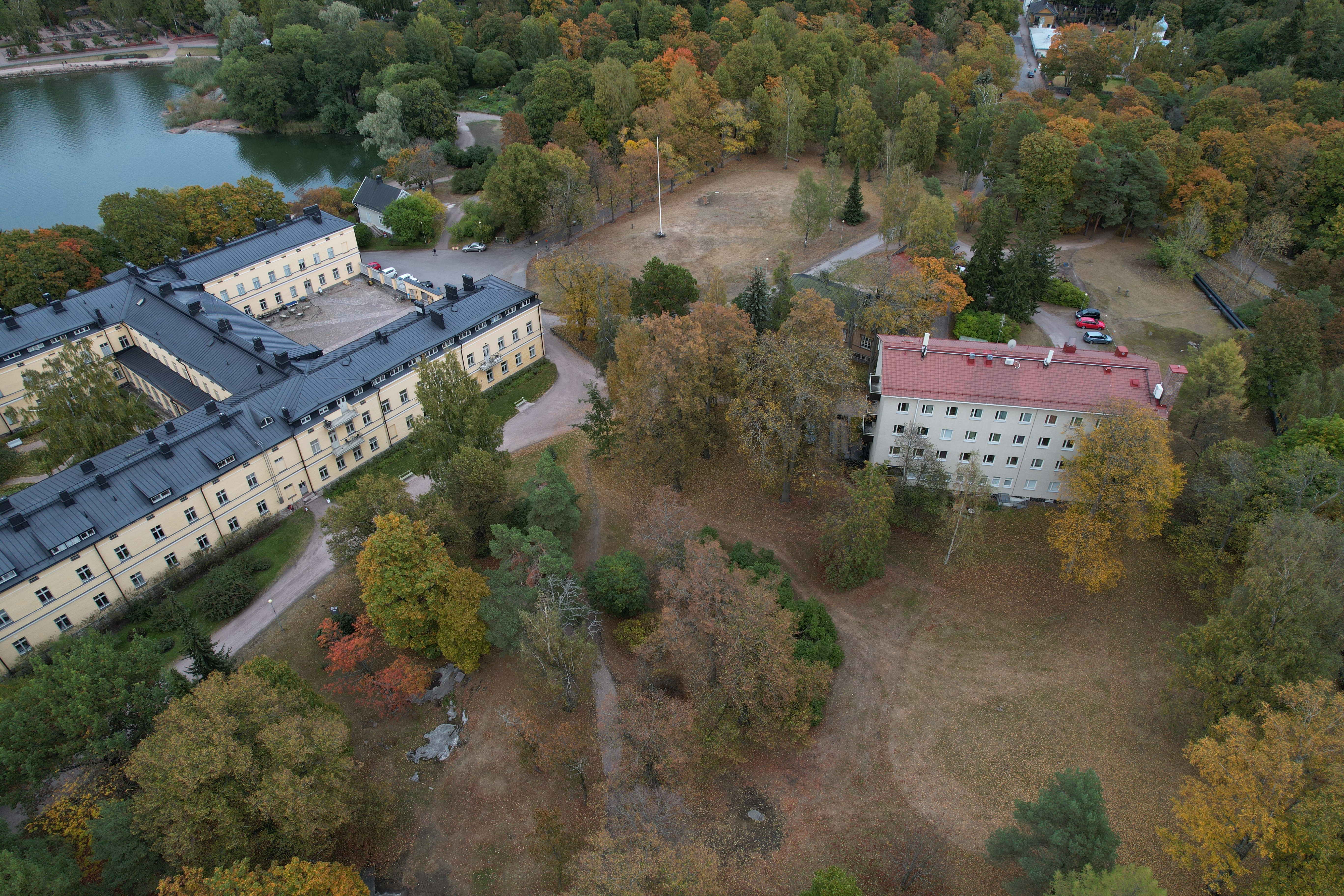
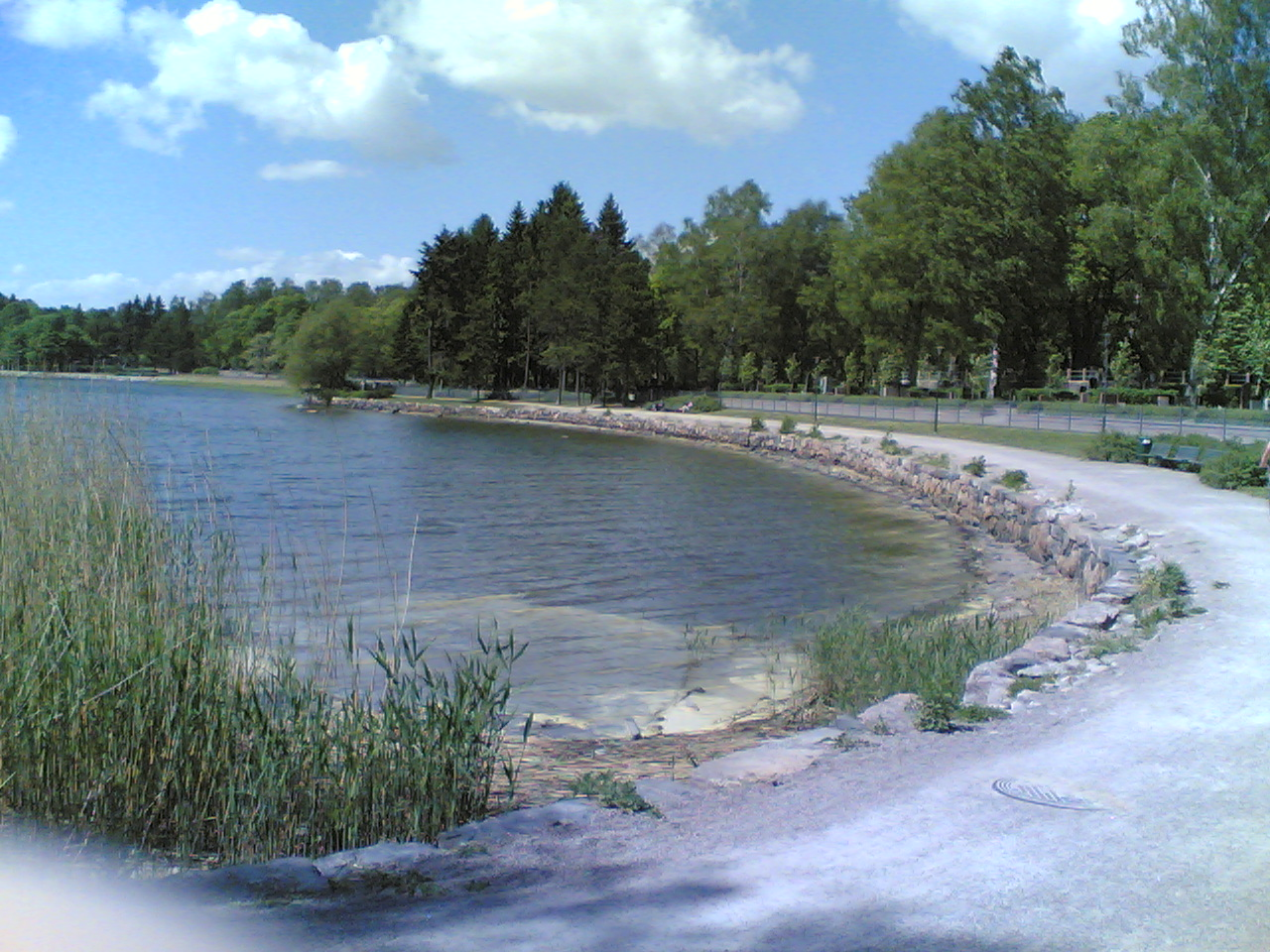
Piste Birger Käcklund.
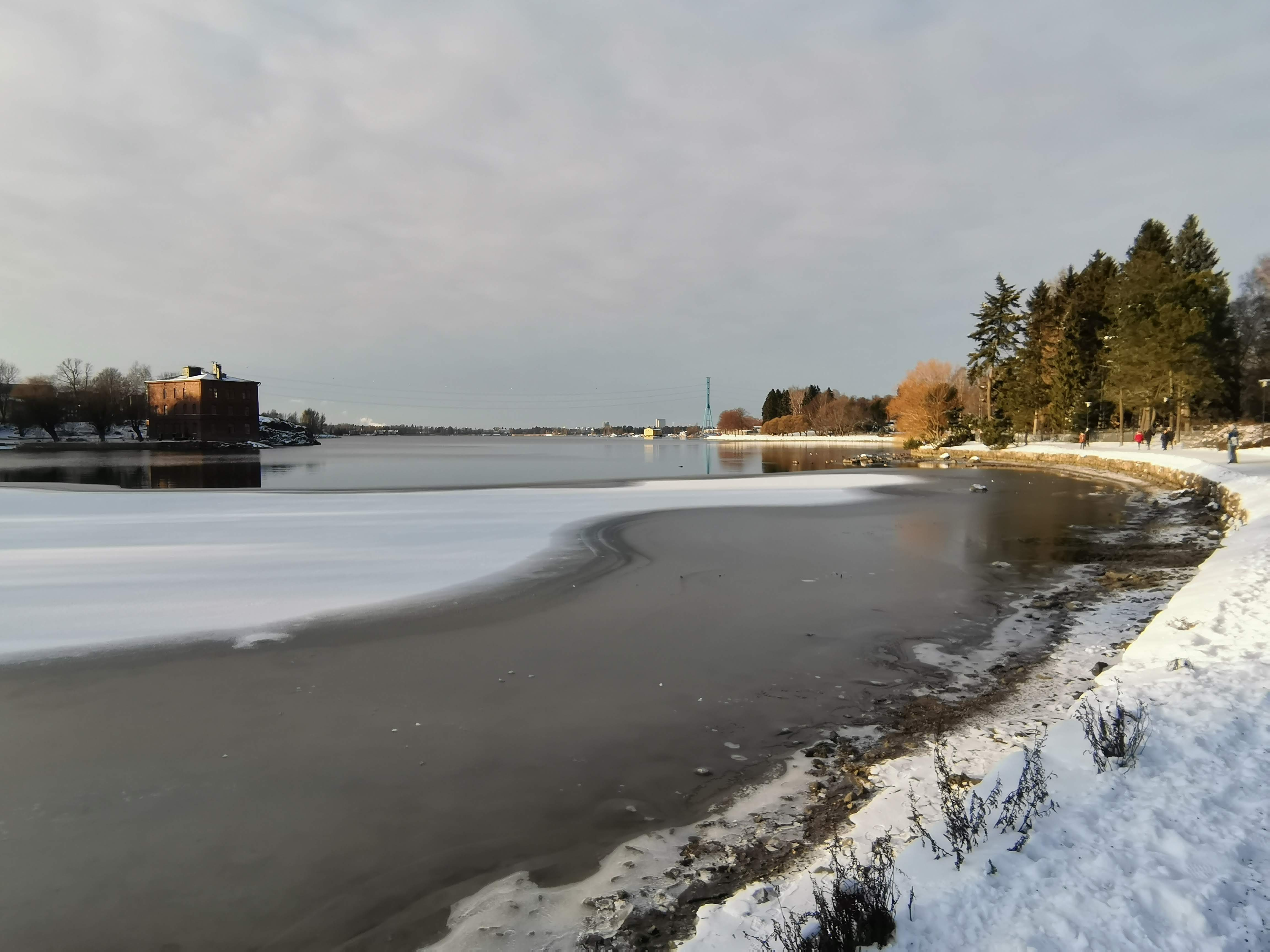
Baie Lapinlahti.

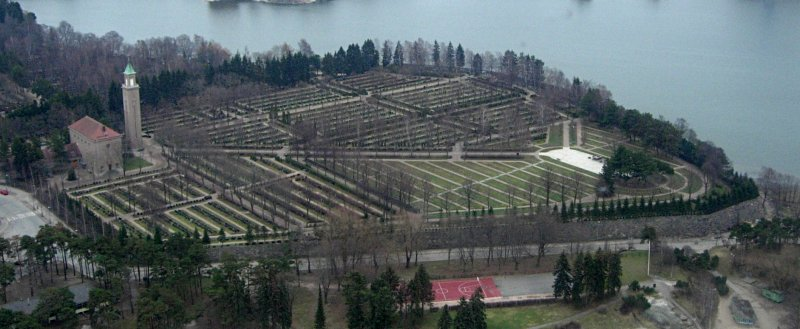
Cimetière d'Hietaniemi.
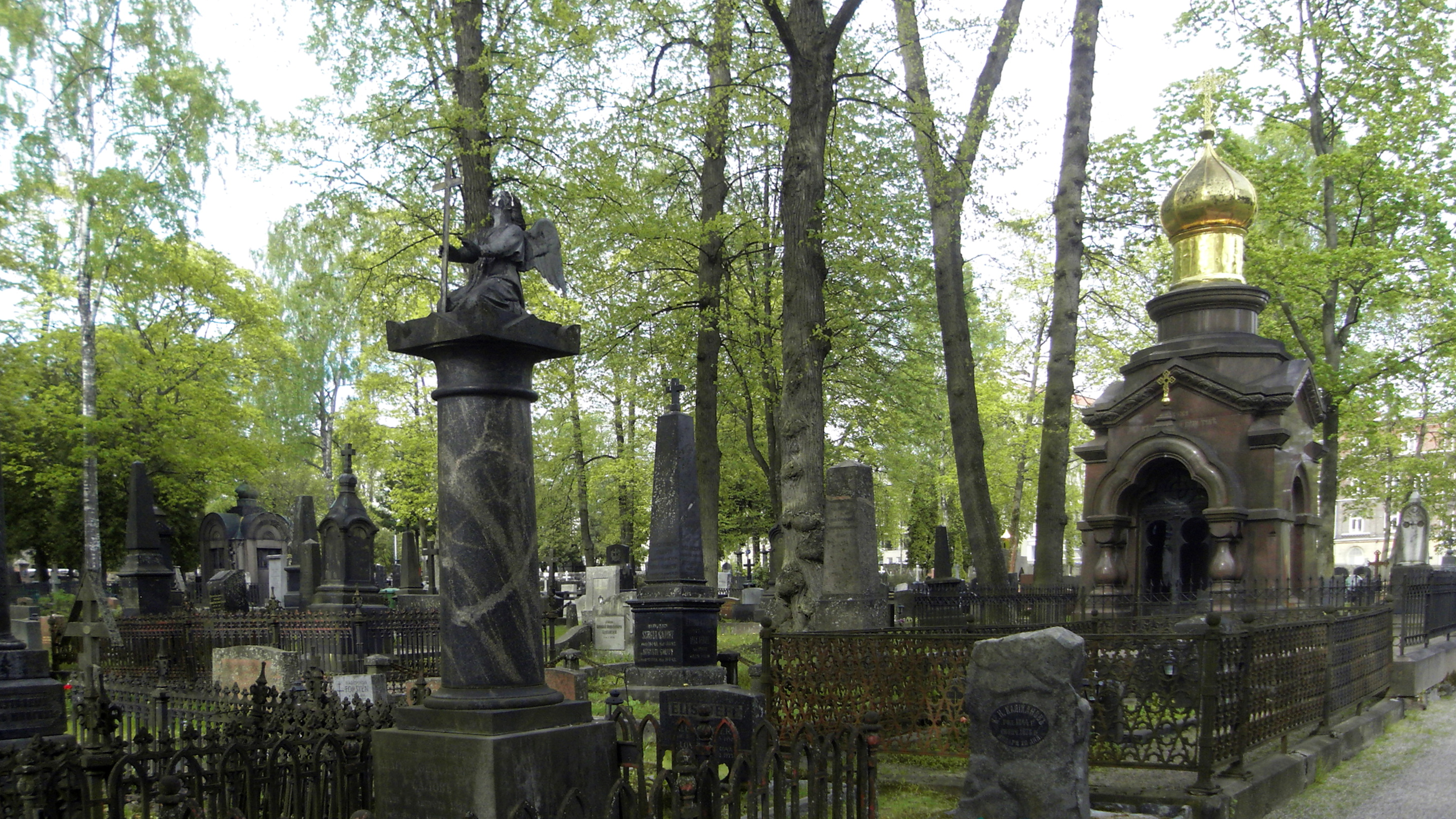
Cimetière orthodoxe.
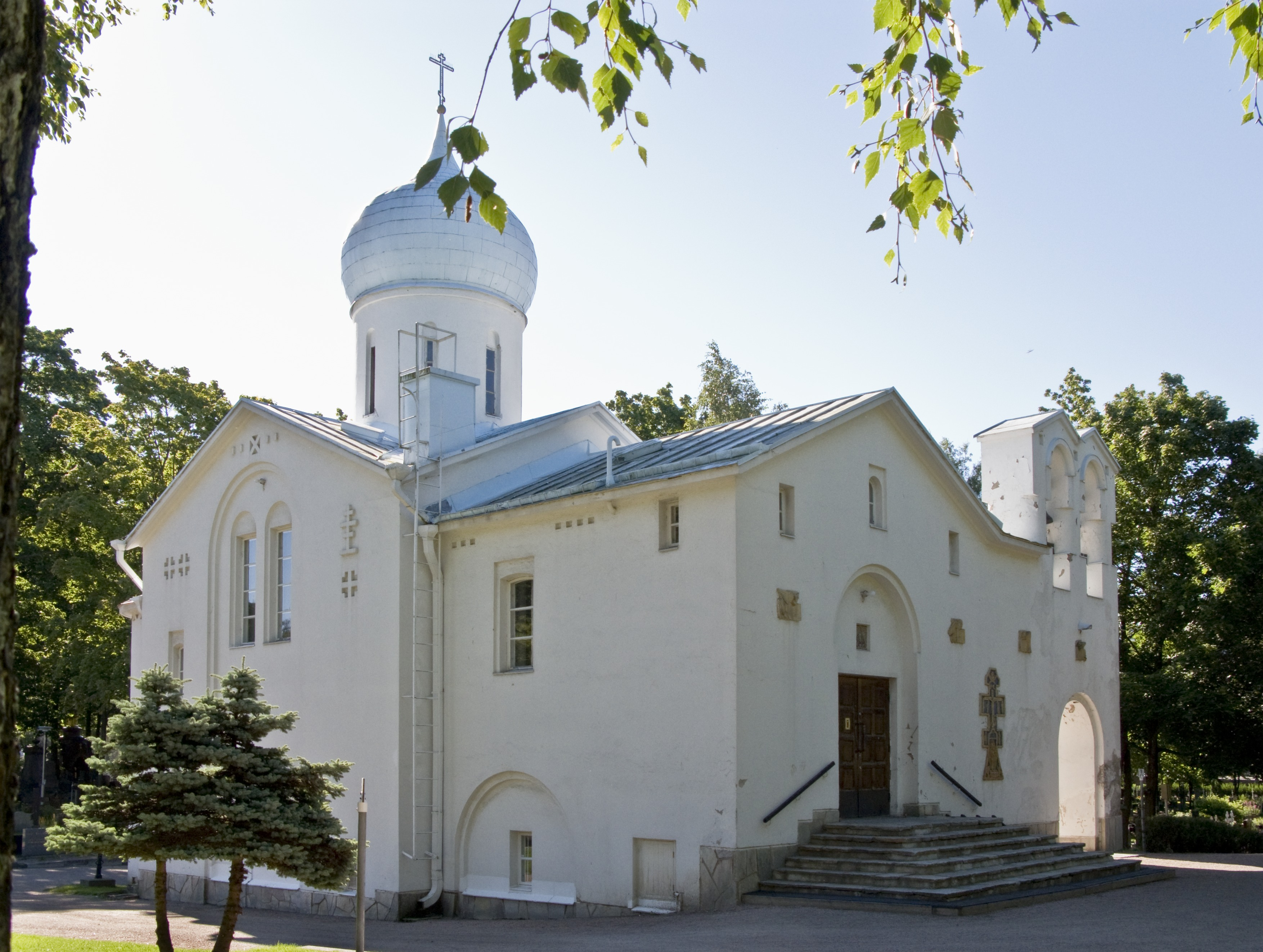
Église Saint-Élie le Prophète.